# Стюарт, Джош
Джо́шуа Ре́гналл «Джош» Стю́арт (англ. Joshua Regnall «Josh» Stewart; род. 6 февраля 1977 года, Диана, Западная Виргиния, США) — американский актёр, получивший известность благодаря роли Хольта Макларена в телесериале «Грязь», который транслировался на телеканале FX. Он также снялся в роли Брендана Финни в последнем сезоне телевизионного сериала «Третья смена», который транслировался на телеканале NBC.

## Ранняя жизнь
Джошуа Регналл Стюарт родился 6 февраля 1977 года в Диане (Западная Виргиния) в семье Марджи и Чарльза Регналла Стюартов. Его отец является учителем физкультуры в средней школе Уэбстер Каунти, также он бывший пастор Первой Баптистской Церкви в городе Уэбстер-Спрингс и баптист Церкви Святой Реки, в настоящее время он работает пастором в баптистской церкви города Уэбстер-Спрингс. Его мать учительница шестых и седьмых классов в Начальной Школе Уэбстер-Спрингс, в том же городе. Поначалу Стюарт учился в Колледже West Virginia Wesleyan, затем он был переведён в Университет Западной Виргинии, где отучился на факультете Маркетинга.

## Актёрская карьера

### Начало карьеры
Стюарт начал свою карьеру в местном театре Лэндмарк, в городе Саттон, Западная Виргиния, а затем он перебрался в Нью-Йорк, где доучивался в студии Т. Шрайбера. Он был членом команды Репертуар Театра 13-й Улицы. Затем он переехал в Лос-Анджелес, где играл в театре пьесу «Лампочки и Маяк» вместе с Робертом Форстером и Брук Шилдс.
Стюарт появился в эпизоде сериала «Бухта Доусона», транслировавшегося на телеканале The WB. В 2003 году он сыграл роль Билла Дженкинса в пилотной версии вестерна «Потом Джонс», который был показан на канале ABC.
Стюарт появился в одном из эпизодов сериала «C.S.I.: Место Преступления», который был показан 1 апреля 2004 года. В том же году он снялся в рекламном ролике джинсов Levi. Стюарт сыграл роль детектива Уильяма Ламонтейна-мл. в сериале «Мыслить как преступник».

### Главные роли на телевидении
После того как Стюарт сыграл роль Брендана Финни в телесериале «Третья смена», в его карьере наступил небольшой перерыв.
После окончания съёмок в сериале «Третья смена» он начал сниматься в художественной ленте «Lenexa, 1 Mile» (на DVD-носителях фильм вышел под названием «Full Count»), вместе с ним в этом фильме снялись Уильям Болдуин, Майкл Бич, Дженнифер Холл, Тимоти Райан Хенсел, Крис Клейн, Остин Николс, Джейсон Риттер, Майкл Рукер и Пол Уэсли.
Фильм стал режиссёрским дебютом для Джейсона Уайлса.
По окончании съёмок в этом фильме Стюарт начал сниматься в роли Хольта Макларена в новом телевизионном сериале «Грязь», где ему компанию составила сама Кортни Кокс Аркетт. Уже 8 июня 2008 года Кокс Аркетт объявила о том, что съёмки сериала были отменены.
В 2010—2011 годах Стюарт появлялся в телесериале «Необыкновенная семейка» в роли Джошуа.

### Полнометражные фильмы
Лишь в 2008 году Стюарт дебютировал в по-настоящему серьёзном фильме, который назывался «Загадочная История Бенджамина Баттона».
В том же году он снялся в фильме «Призраки Молли Хартли», где сыграл роль учителя Мэри Хартли мистера Дрэйпера.
В 2009 году он снялся в своём первом фильме ужасов «Коллекционер», где сыграл роль молодого человека по имени Аркин, который пытается ограбить дом для того, чтобы расплатиться с долгами своей жены.
В 2010 году Джош сыграл главную роль в фильме «В Темноте», где наряду с ним снималась и Джейми-Линн Сиглер . Этот фильм изначально назывался «Пробуждение». А сам режиссёр были вдохновлены романом Стивена Кинга «Сияние».
Затем он появился в фильме «Тёмный рыцарь: Возвращение легенды», где сыграл роль правой руки Бэйна — Барседа.
В 2012 году он снялся в главной роли эпизода «Ходячие мертвецы: Холодная заморозка», которая основана на популярном телевизионном сериале «Ходячие мертвецы». В том же году он снова снялся в роли Аркина в продолжении фильма ужасов о Коллекционере — «Коллекционер 2». В 2014 году Джош снялся в фильме «Превосходство» в роли слепого Пола.

## Личная жизнь
Жена — Дианна Бриджиди.
- Дочь — Райан Жюстин (2008 г. р.).
- Сын — Ривер Джейкоб (2010 г. р.).

## Фильмография
| Год  | Фильм                                 | Роль             | Примечания                        |
| ---- | ------------------------------------- | ---------------- | --------------------------------- |
| 2006 | 1 миля до Ленекса                     | Ти Джей Кеттинг  | Рабочее название «Lenexa, 1 Mile» |
| 2007 | Подстава                              | Монах            |                                   |
| 2007 | Джекилл                               | Том Джекман      | [ 2 ] [ 18 ]                      |
| 2008 | Загадочная история Бенджамина Баттона | Весельчак Кёртис |                                   |
| 2008 | Призраки Молли Хартли                 | Мистер Дрэйпер   | [ 11 ]                            |
| 2009 | Коллекционер                          | Аркин            | [ 12 ]                            |
| 2009 | Законопослушный гражданин             | Руперт Эймс      |                                   |
| 2010 | В темноте                             | Пол              |                                   |
| 2012 | Тёмный рыцарь: Возрождение легенды    | Барсед           |                                   |
| 2012 | Коллекционер 2                        | Аркин            | Продолжение фильма «Коллекционер» |
| 2013 | Событие 15                            | Сержант Олдсман  |                                   |
| 2013 | Загнанные                             | Джейк            |                                   |
| 2014 | Превосходство                         | Пол              |                                   |
| 2014 | Интерстеллар                          | КЕЙС             | Голос робота                      |
| 2016 | И грянул шторм                        | Чуда Сазерленд   |                                   |
| 2016 | Дом напротив                          | Джон             |                                   |
| 2016 | Холодная Луна                         | Нейтан Редфилд   |                                   |
| 2018 | Астрал 4: Последний ключ              | Отец Эллис       |                                   |
| 2018 | Зло                                   | Адам Пирс        |                                   |
| 2019 | Мустанг                               | Дэн              |                                   |
| 2020 | Довод                                 | Мужской голос    |                                   |

### Телевидение
| Год       | Сериал                              | Роль                          | Примечания                          |
| --------- | ----------------------------------- | ----------------------------- | ----------------------------------- |
| 2000      | Бухта Доусона                       | мини-роль                     | Эпизод «К зелёному, с любовью»      |
| 2003      | Когда пришёл Джонс (телесериал)     | Билл Дженкинс                 | пилотная серия, не взяли            |
| 2003      | C.S.I.: Место преступления          | Шон Клири                     | Эпизод «Плохо с костями»            |
| 2004-2005 | Третья смена                        | Офицер Брендан Финни          | 2004-2005 (Эпизоды 113—132)         |
| 2007      | Грязь (телесериал)                  | Хольт МакЛарен                | 2007-2008                           |
| 2007      | Мыслить как преступник              | Детектив Уилльям ЛаМонтан-мл. | повторяется, 2007-наст. время       |
| 2008      | Адвокатская практика                | Дэн Дентон                    | Эпизод «Зависшее время»             |
| 2008      | Скорая помощь (телесериал)          | Дэниел                        | Эпизод «Под давлением»              |
| 2009      | C.S.I.: Место преступления Майами   | Колин Эстор                   | Эпизод «В вашем ЦРУ задымление»     |
| 2009      | Саутленд (телесериал)               | Вид Холмс                     | Эпизод «Неизвестные проблемы»       |
| 2009      | Менталист (телесериал)              | Харлан МакАду                 | Эпизод «Алая буква» сезон 2 серия 2 |
| 2010      | Говорящая с призраками              | Роберт Уортон                 | Эпизод «Живой кошмар»               |
| 2010-2011 | Необыкновенная семейка              | Джошуа                        | часто появлялся                     |
| 2012      | Гримм (телесериал)                  | Билл                          | 2 сезон, 7 эпизод                   |
| 2012      | Ходячие мертвецы: Ледяное хранилище | Чейз                          | Эпизоды 1-4                         |
| 2017      | Стрелок (телесериал)                | Солотов                       | 2 сезон                             |
| 2017-2019 | Каратель (телесериал)               | Джон Пилигрим                 | 2 сезон                             |